# Intercosmos 20
Intercosmos 20 fue el nombre de un satélite artificial soviético construido con el bus AUOS y lanzado bajo el programa Intercosmos de cooperación internacional el 1 de noviembre de 1979 desde el cosmódromo de Plesetsk mediante un cohete Kosmos 3. El satélite contó con la colaboración de Checoslovaquia, Hungría, Rumanía y la República Democrática Alemana. Reentró en la atmósfera el 5 de marzo de 1981.

## Objetivos
La misión de Intercosmos 20 consistió en probar nuevos métodos para el estudio de los océanos y la superficie terrestre, probando además la recogida de datos automática emitidos por estaciones terrestres y marítimas.